# Джон Клаус Вос
Джон Клаус Вос (на английски: John Claus Voss) е немско-канадски моряк, пътешественик и автор на бестселъра „Смелите пътешествия на капитан Вос“.

## Биография и творчество
Джон Клаус Вос, с рождено име Йоханес Клаус Вос (на немски: Johannes Clauß Voß), е роден през 1858 г. в Хорст, Шлезвиг-Холщайн, Германия. Изучава занаята на корабен дърводелец и чиракува на кораб при пътуване около нос Хорн. Работи след това като моряк и достига до старши помощник-капитан. След първите си плавания получава канадско гражданство и сменя името си на Джон Клаус Вос. В Канада управлява малък хотел, в който среща Норман Локстън – американски журналист. Женен е и има двама сина и дъщеря – Каролин. По-късно се развежда.
През 1901 г., заедно с приятеля си Норман Локстън, по примера на Джошуа Слоукъм, предприемат забележително пътешествие с лодката си „Тиликум“ („приятел“ по езика на племето „чинук“). Лодката представлява преустроено кану от червен кедър. Пътешествието им започва от Лондон, преминава през Южна Америка, Дърбан, Сидни, Фиджи (където Норман слиза), Самоа, Тонга и завършва с участието на различни спътници през 1904 г. във Виктория, Британска Колумбия. Пътуването си с „Тиликум“ и други свои плавания описва в книгата си „Смелите пътешествия на капитан Вос“ издадена през 1913 г.
В периода 1905-1906 г. участва в неуспешна експедиция в Еквадор в търсене на златно съкровище. В периода 1907-1912 г. е в Япония, където предприема различни начинания. През 1914 г. и избран за сътрудник на Кралското географско дружество. През 1920 г. се премества в Калифорния, където кара автомобил.
Джон Клаус Вос умира от пневмония на 27 февруари 1922 г. в Трейси, Калифорния.

## Произведения
- The venturesome voayages of captain Voss (1913) – издаден и като „40 000 Miles in a Canoe: And Sea Queen“
Смелите пътешествия на капитан Вос, изд.: „Георги Бакалов“, Варна (1980), прев. Борис Миндов